# Afrikaspiele 2023/Hockey
Bei den Afrikaspielen 2023 in der ghanaischen Hauptstadt Accra fanden vom 17. bis 22. März 2024 im Hockey insgesamt zwei Wettbewerbe statt, davon je einer bei den Männern und bei den Frauen. Austragungsort war das Theodosia Okoh Hockey Stadium.

## Bilanz

### Medaillenspiegel
| Platz  | Land    | Gold | Silber | Bronze | Gesamt |
| ------ | ------- | ---- | ------ | ------ | ------ |
| 1      | Ghana   | 1    | 1      | —      | 2      |
| 2      | Ägypten | 1    | —      | —      | 1      |
| 3      | Nigeria | —    | 1      | 1      | 2      |
| 4      | Kenia   | —    | —      | 1      | 1      |
| Gesamt | Gesamt  | 2    | 2      | 2      | 5      |

### Medaillengewinner
| Disziplin | Gold | Silber | Bronze |
| --------- | --- | --- | --- |
| Männer    | ÄgyptenAhmad Elnaggar Ahmad Elganaini Ahmed Mesallam Amr Ahmed Ashraf Gomaa Hossameldin Abdalla Hussein Aburady Karim Atef Mahmoud Aboutaleb Mohamed Saber Mohamed Elsayed Mohamed Hemid Mostafa Mansour Mostafa Elyamani Ziad Ibrahim                                        | GhanaAbdellah Addisson Alfred Ntia Benjamin Kweku Acquah Benjamin Kwofie Charles Abbiw Derrick Fialor Emmanuel Ankomah Emmanuel Akaba Ernest Opoku Eugene Acheampong Francis Lartey Tettey Joshua Kwaku Pepperah Luke Kofi Malik Abdul Mathew Damalie Richard Adjei Samuel Agbeli Stephen Ofosu Asamoah                 | NigeriaBenjamin Ibrahim Joseph Christopher Dennis Solomon Endurance Nzete Godwin Sunday Haruna Yohanna Ibrahim Elkana Isaac Patrick James Samaila Joseph Adamu Kelvin Linus Victor Kish Michael John Muiz Bello Mustapha Abdullahi Olawale Ajiblia Olawale Ajibua Olayinka Jayeoba Peter John |
| Frauen    | GhanaAbigail Boye Mercy Ackon Sulemana Adizatu Adwoa Amoah Mavis Ampem Darkoa Doris Antwi Cecilia Amoako Ernestina Coffie Hagiet Copson Elizabeth Opoku Acquah Juwaila Lydia Afriyie Margaret Owusuwaa Mavis Berko Umaru Nafisatu Racheal Bamfo Umaru Nalisatu Vivian Narkuor | NigeriaJerry Aghalelosa Aisha Adamu Benedicta Johnson Josephine Christopher Comfort Saturday Damilola Ogunmakin Esther Billo Esther Chukwu Faith Obukowho Hannah Hossanah Precious Irimiya Iveren Ajekwe Alfa John Joy Christopher Mary Danboyi Morufat Adeyemi Baba Ndana Umweni Osarugue Queenesther Njoku Martha Oku | Kenia Alice Wanjiku Caroline Guchu Diana Bariti Flavia Mutiva Leah Omwandho Lynne Kipsang Maureen Okumu Vivian Onyango Naom Kemunto Quinter Okore Gaudencia Ochieng Rachael Njogu Maurine Oduor Beverlyne Akoth Maurine Sumbwa Nichole Odhiambo Eleanor Chebet                                |